# Chislawitschski rajon
Der Chislawitschski rajon (russisch Хиславичский район) ist ein Rajon in der Oblast Smolensk in Russland. Er liegt ganz im Südwesten der Oblast. Auf einer Fläche von 1161 km² leben 9900 Einwohner (2010). Verwaltungszentrum des Rajons ist Chislawitschi, eine Siedlung städtischen Typs mit etwa 4300 Einwohnern (2010).
Benachbarte Rajons sind – von Nordwesten aus im Uhrzeigersinn: Monastyrschtschinski, Potschinkowski und Schumjatschski. Im Westen grenzt der Chislawitschski rajon an Belarus.